# Gojko Marinković
Gojko Marinković (Nin, 24. lipnja 1949.), hrvatski novinar.

## Životopis

### Počeci
Osnovnu školu završio je u Ninu, a gimnaziju u Zadru. Diplomirao je politologiju na Fakultetu političkih nauka u Zagrebu.

### Novinarski rad
U novinarstvu je od 1971. Bio je suradnik u zagrebačkom uredništvu Borbe od 1971. do 1979., kada je prešao u Vjesnik, gdje je radio u unutrašnjopolitičkoj rubrici te u prilogu Sedam dana. Bio je u ekipi koja je 1982.  pokrenula politički tjednik Danas, u kojemu je bio urednik. Od 1991. je slobodni novinar. U tjedniku Novi Danas radio je 1992. te je bio zamjenik glavnog urednika. Bio je urednik u Pečatu 1994. Bio je pomoćnik glavnog urednika novog Fokusa 2000. Bio je glavni urednik glasila Hrvatskoga novinarskog društva Novinar.

### Obitelj
Sin je novinara Nikice Marinkovića i brat novinara Jadrana Marinkovića. 

## Nagrade i priznanja
- Godišnja nagrada DNH (1989.)
- Nagrada "Otokar Keršovani" za životno djelo (HND 2004.)